# Unión Nacional Opositora
Unión Nacional Opositora (UNO), Nationella oppositionsförbundet, var en bred oppositionsallians som i det nicaraguanska presidentvalet 1990 lyckades besegra Daniel Ortega och ersätta honom med sin egen kandidat Violeta Barrios de Chamorro.
UNO, som hade sitt ursprung i den antisandinistiska Nicaraguanska Demokratiska koordinationsgruppen  (bildad 1982), bestod av 14 medlemspartier.
- Fyra av dessa var högerpartier: Alianza Popular Conservadora, Partido de Acción Nacional Conservadora, Partido Conservador Nacional och Partido Liberal Constitucionalista.
- Sju var mittenpartier: Movimiento Democrático Nicaragüense, Partido de Acción Nacional, Partido Demócrata de Confianza Nacional, Partido Liberal Independiente, Partido Popular Social Cristiano, Partido Integracionalista Centroamericano och Partido Liberal.
- Tre var vänsterpartier: Partido Comunista de Nicaragua, Partido Socialista Nicaragüense och  Partido Social Demócrata.

Det heterogena förbundet upplöstes i mitten av 1990-talet, efter intern splittring och handlingsförlamning.